# 中洲川端車站
中洲川端車站（日语：／ Nakasu-Kawabata eki */?）是一位於日本福岡縣福岡市博多區上川端町的地下鐵車站，隸屬於福岡市交通局。中洲川端車站是福岡市地下鐵機場線與箱崎線的交會點，車站內部採多層設計，其中地下二樓為箱崎線的月台區，地下三樓則為機場線的月台區。行駛於箱崎線的列車有部分行駛到本站後會折返回貝塚方向，但也有繼續直通運轉進入機場線的直達列車。

## 車站構造
位於明治通正下方，地下1樓為大堂，地下2樓為箱崎線月台，地下3樓為機場線月台。重層式2面4線島式月台的地下車站。

### 月台配置
| 樓層    | 月台 | 路線   | 目的地                             | 備註                       |
| ------- | ---- | ------ | ---------------------------------- | -------------------------- |
| 地下2樓 | 1    | 箱崎線 | 貝塚方向                           |                            |
| 地下2樓 | 2    | 機場線 | 天神、姪濱方向、箱崎線下車專用月台 | 箱崎線吳服町方向開抵的列車 |
| 地下3樓 | 3    | 機場線 | 博多、福岡機場方向                 |                            |
| 地下3樓 | 4    | 機場線 | 天神、姪濱、唐津方向               | 機場線祇園方向開抵的列車   |

## 利用狀況
2016年（平成28年）度的1日平均上車人次為16,381人。當中，機場線的1日平均上車人次為14,331人，箱崎線的1日平均上車人次為2,050人，只有箱崎線的上車人次是該線內最少。
近年的1日平均上車人次推移如下表。
| 年度               | 機場線 | 箱崎線 | 合計   |
| ------------------ | ------ | ------ | ------ |
| 2001年（平成13年） | 9,720  | 1,254  | 10,974 |
| 2002年（平成14年） | 9,388  | 1,232  | 10,620 |
| 2003年（平成15年） | 9,428  | 1,231  | 10,659 |
| 2004年（平成16年） | 9,061  | 1,219  | 10,280 |
| 2005年（平成17年） | 8,884  | 1,160  | 10,044 |
| 2006年（平成18年） | 9,626  | 1,211  | 10,837 |
| 2007年（平成19年） | 9,810  | 1,230  | 11,040 |
| 2008年（平成20年） | 10,381 | 1,368  | 11,749 |
| 2009年（平成21年） | 10,272 | 1,404  | 11,676 |
| 2010年（平成22年） | 10,442 | 1,443  | 11,885 |
| 2011年（平成23年） | 10,934 | 1,485  | 12,419 |
| 2012年（平成24年） | 11,470 | 1,569  | 13,039 |
| 2013年（平成25年） | 12,677 | 1,699  | 14,376 |
| 2014年（平成26年） | 13,652 | 1,797  | 15,449 |
| 2015年（平成27年） | 14,168 | 1,908  | 16,076 |
| 2016年（平成28年） | 14,331 | 2,050  | 16,381 |

## 相鄰車站
福岡市交通局（福岡市地下鐵）
 機場線
天神（K08）－中洲川端（K09）－祇園（K10）
 箱崎線
天神（機場線）－中洲川端（H01）－吳服町（H02）

## 外部連結
- 福岡市地下鐵 中洲川端站（页面存档备份，存于）（日語）

33°35′41″N 130°24′23″E / 33.59472°N 130.40639°E